# Natação nos Jogos Olímpicos de Verão de 1988 - 400 m livre feminino
A competição dos 400 metros livre feminino da natação nos Jogos Olímpicos de Verão de 1988 foi disputada no dia 22 de setembro no  Jamsil Indoor Swimming Pool em Seul, Coreia do Sul.

## Medalhistas
| Ouro   | USA Janet Evans     |
| Prata  | GDR Heike Friedrich |
| Bronze | GDR Anke Möhring    |

## Recordes
Antes desta competição, os recordes mundiais e olímpicos da prova eram os seguintes:
| Tipo | Atleta            | Tempo   | Local                       | Data                   |
| ---- | ----------------- | ------- | --------------------------- | ---------------------- |
|      | Janet Evans (USA) | 4:05.45 | Orlando, Estados Unidos     | 20 de dezembro de 1987 |
|      | USA Tiffany Cohen | 4:07.10 | Los Angeles, Estados Unidos | 31 de julho de 1984    |

Os seguintes recordes mundiais ou olímpicos foram estabelecidos durante esta competição:
| Data           | Evento  | Atleta          | Tempo   | Notas           |
| -------------- | ------- | --------------- | ------- | --------------- |
| 22 de setembro | Final A | USA Janet Evans | 4:03.85 | Recorde mundial |

## Resultados

### Eliminatórias
Regra: As oito nadadoras mais rápidas avançam à final A (Q), enquanto as oito seguintes, à final B (q).
| Pos. | Raia | Nadador                | CON                    | Tempo   | Notas |
| ---- | ---- | ---------------------- | ---------------------- | ------- | ----- |
| 1    | 4    | Janet Evans            | USA Estados Unidos     | 4:10.21 | Q     |
| 2    | 2    | Anke Möhring           | GDR Alemanha Oriental  | 4:10.64 | Q     |
| 3    | 4    | Tami Bruce             | USA Estados Unidos     | 4:10.73 | Q     |
| 4    | 2    | Janelle Elford         | AUS Austrália          | 4:11.07 | Q     |
| 5    | 3    | Heike Friedrich        | GDR Alemanha Oriental  | 4:11.30 | Q     |
| 6    | 4    | Isabelle Arnould       | BEL Bélgica            | 4:11.71 | Q     |
| 7    | 4    | Stephanie Ortwig       | FRG Alemanha Ocidental | 4:12.18 | Q     |
| 8    | 2    | Natalia Trefilova      | URS União Soviética    | 4:12.20 | Q     |
| 9    | 3    | Noemi Lung             | ROM Romênia            | 4:12.42 | q     |
| 10   | 3    | Sheridan Burge-Lopez   | AUS Austrália          | 4:12.77 | q     |
| 11   | 2    | Antoaneta Strumenlieva | BUL Bulgária           | 4:13.25 | q     |
| 12   | 3    | Manuela Melchiorri     | ITA Itália             | 4:15.40 | q     |
| 13   | 1    | Chikako Nakamori       | JPN Japão              | 4:15.51 | q     |
| 14   | 3    | Cécile Prunier         | FRA França             | 4:15.63 | q     |
| 15   | 4    | Stela Pura             | ROM Romênia            | 4:15.78 | q     |
| 16   | 4    | Patricia Noall         | CAN Canadá             | 4:15.90 | q     |
| 17   | 3    | Irene Dalby            | NOR Noruega            | 4:16.22 |       |
| 18   | 4    | Ruth Gilfillan         | GBR Grã-Bretanha       | 4:16.66 |       |
| 19   | 2    | Tomomi Hosoda          | JPN Japão              | 4:17.30 |       |
| 20   | 3    | Eva Mortensen          | DEN Dinamarca          | 4:18.06 |       |
| 21   | 3    | Yan Ming               | CHN China              | 4:18.58 |       |
| 22   | 4    | Alexandra Russ         | FRG Alemanha Ocidental | 4:18.67 |       |
| 23   | 1    | Nurul Huda Abdullah    | MAS Malásia            | 4:19.33 |       |
| 24   | 1    | Patrícia Amorim        | BRA Brasil             | 4:19.64 |       |
| 25   | 2    | Christelle Janssens    | BEL Bélgica            | 4:19.95 |       |
| 26   | 1    | Pernille Jensen        | DEN Dinamarca          | 4:20.96 |       |
| 27   | 2    | June Croft             | GBR Grã-Bretanha       | 4:21.98 |       |
| 28   | 1    | Rita Jean Garay        | PUR Porto Rico         | 4:24.84 |       |
| 29   | 2    | Judit Csabai           | HUN Hungria            | 4:25.52 |       |
| 30   | 1    | Senda Gharbi           | TUN Tunísia            | 4:34.67 |       |

### Finais

#### Final B
| Pos. | Raia | Nadador                | CON           | Tempo   | Notas |
| ---- | ---- | ---------------------- | ------------- | ------- | ----- |
| 9    | 5    | Sheridan Burge-Lopez   | AUS Austrália | 4:10.21 |       |
| 10   | 4    | Noemi Lung             | ROM Romênia   | 4:11.88 |       |
| 11   | 1    | Stela Pura             | ROM Romênia   | 4:12.14 |       |
| 12   | 3    | Antoaneta Strumenlieva | BUL Bulgária  | 4:13.43 |       |
| 13   | 8    | Patricia Noall         | CAN Canadá    | 4:14.70 |       |
| 14   | 6    | Manuela Melchiorri     | ITA Itália    | 4:14.90 |       |
| 15   | 2    | Chikako Nakamori       | JPN Japão     | 4:15.59 |       |
| 16   | 7    | Cécile Prunier         | FRA França    | 4:21.03 |       |

#### Final A
| Pos.              | Raia | Nadador           | CON                    | Tempo   | Notas           |
| ----------------- | ---- | ----------------- | ---------------------- | ------- | --------------- |
| Medalha de ouro   | 4    | Janet Evans       | USA Estados Unidos     | 4:03.85 | Recorde mundial |
| Medalha de prata  | 2    | Heike Friedrich   | GDR Alemanha Oriental  | 4:05.94 | Recorde europeu |
| Medalha de bronze | 5    | Anke Möhring      | GDR Alemanha Oriental  | 4:06.62 |                 |
| 4                 | 3    | Tami Bruce        | USA Estados Unidos     | 4:08.16 |                 |
| 5                 | 6    | Janelle Elford    | AUS Austrália          | 4:10.64 |                 |
| 6                 | 7    | Isabelle Arnould  | BEL Bélgica            | 4:11.73 |                 |
| 7                 | 1    | Stephanie Ortwig  | FRG Alemanha Ocidental | 4:13.05 |                 |
| 8                 | 8    | Natalia Trefilova | URS União Soviética    | 4:13.92 |                 |